# 彩風のん
彩風のん（あやかぜのん、1993年10月22日 - ）は、日本のAV女優、女優。知花みくの芸名でも活動していた。

## 略歴
2019年デビュー。
2019年10月12日、フォーティーフォーマネジメントに移籍。彩風のんに改名する。
2020年2月21日、『魔性尻 おまえが欲しい』（監督：ベビーブーム・マサ）で映画初主演。前事務所所属時に撮影していたため、本作は知花みく名義での出演となる。2022年までに事務所を退所。

## 出演

### 映画
- 魔性尻 おまえが欲しい（2020年2月21日、オーピー映画）[3]- 主演・メグミ 役

## 作品

### アダルトビデオ

#### 知花みく 名義
2019年
- 帰宅後、玄関から直行でシャワーを浴びるうちの嫁。 知花みく（5月13日、バルタン）
- 糸引く愛液を滴らせながら欲情し、男根からア○ルまで舐め尽くす! 奴●奉仕に狂う変態連続絶頂娘とホテル密会ハメ撮り! 元アイドルの女子大生 知花みく（6月25日、オーロラプロジェクト・アネックス）
- 今、失踪した愛しき妻のレ●プ映像がDVDで送りつけられて来た… 知花みく（7月13日、オーロラプロジェクト・アネックス）
- 全身舐めまくり濃密濃厚サービス!! 知花みく（7月28日、エロタイム）
- 美大生の美尻純情娘 お父さんにヌードモデルをお願いしたら発情して中出しされました。 知花みく（8月1日、プラネットプラス）
- みくちゃんは本当は激しく犯●れたい。お育ちの良いお嬢様は家庭教師を誘惑して首締めスパンキングされたがる本当はエッチな女の子 知花みく 01（8月2日、ONE MORE）
- 恥辱の家庭訪問 知花みく（8月13日、オーロラプロジェクト・アネックス）
- 銀河級美少女在籍 全身ずっとベロベロ舐めまくり制服リフレ Vol.001（8月23日、宇宙企画）
- Ma○ko Device BondageX 鉄拘束マ○コ拷問 知花みく（9月5日、グローリークエスト）

2020年
- オフ顔、盗撮。AV女優という’仮面’をとった女性達の’カメラの前では絶対に見せない’シロウトな素顔。 知花みく（1月13日、コレ彦/妄想族）

#### 彩風のん 名義
2020年
- M男人間小便器 ～女だらけの企業で便器として飼育されるM男～（6月1日、OFFICE K’S）
- 甘い吐息を漏らしながらフェラチオ（6月1日、OFFICE K’S）
- 童貞の僕が美人上司2人と出張先の相部屋ホテルで…（6月1日、OFFICE K’S）
- 恋愛禁止の元アイドル 憧れのいちゃらぶセックス 彩風のん（9月1日、S-Cute）
- 汗だくSEX -滴る汗と暑い絡み- 彩風のん（10月25日、GENEKI）
- SNSの誘惑から始まった肉便器への落とし穴 彩風のん（12月25日、GENEKI）

2021年
- 顔面リップ 全身舐められて犯される若妻 彩風のん（4月25日、GENEKI）

### アダルトVR
知花みく 名義
2019年
- HQ高画質対応 常連になれば何かあるかも!? 欲求不満なデリバリーキャバクラ スペシャル（5月17日、CASANOVA）
- クンニVR（5月24日、KMPVR）
- べろを見続けるVR 2（5月24日、KMPVR）